# 序奏と華麗なるポロネーズ (ショパン)
序奏と華麗なるポロネーズ（じょそうとかれいなるポロネーズ）作品3は、フレデリック・ショパンのチェロとピアノのための室内楽曲である。ハ長調。序奏の部分はレントであるが、ショパンらしい華やかなカデンツァ風のピアノ独奏で始まるので華やかな雰囲気を印象づける。ポロネーズの部分はポラッカアレグロ（ポルカ風に）となり、陽気で飛び跳ねるような明るい曲風となる。演奏も独奏、ピアノともに高度な技術が要求される。パトロンのアントニ・ヘンリク・ラジヴィウ親子のために1829年10月20日から同月28日の間に作曲され、序奏の部分は1830年4月に作曲された。1831年に現在の形で出版され、オーストリアのチェリストヨーゼフ・メルク（1795年—1852年) ）に献呈された。演奏時間は約8分半。
1951年に、ジャン・フランセはモーリス・ジャンドロンと組んで、本曲を指揮した。このジャンドロン版の他、エマヌエル・フォイアマン、ダーヴィト・ポッパーなどがチェロパートを充実させた編曲版を残しているが、現在では多くの場合オリジナル版が演奏される。
ショパンはピアノ独奏版も残しており、近年になって自筆譜が発見されて1989年にエヴァ・オシンスカにより初演された。